# Slim Harpo
Slim Harpo (ur. 11 stycznia 1924 w Baton Rouge, Luizjana, zm. 31 stycznia 1970) – amerykański wykonawca muzyki bluesowej, wokalista, wirtuoz harmonijki ustnej. Przedstawiciel bluesa luizjańskiego. 
Zaczynał karierę w swoim rodzinnym mieście, Baton Rouge, akompaniamentując swojemu szwagrowi, Lightnin’ Slimowi. Jego debiutem był singiel "I'm a King Bee"/"I Got Love If You Want It" w 1957 roku, kiedy to przydomek Slim Harpo nadał mu Jay Miller, producent pierwszej profesjonalnej solowej sesji muzyka. We wczesnych latach 60. nagrywał z powodzeniem dla Excello Records. Duży wpływ na jego styl miał Jimmy Reed, utwory Slima Harpo charakteryzowały się jednak niecodzienną, ostrą jak na tamte czasy grą na harmonijce oraz brzęczącym wokalem. Zespół The Rolling Stones nagrał jego piosenki "I'm a King Bee" na swoim pierwszym albumie i "Shake Your Hips" na albumie Exile on Main St..
Mimo dużego sukcesu "Baby Scratch My Back" z 1966 roku bluesmen nigdy nie został profesjonalnym muzykiem, w latach 60. prowadził swój zakład samochodowy.